# St. Martin (Iphofen)
Die Kirche St. Martin ist eine ehemalige Pfarrkirche im Südosten der Iphöfer Kernstadt im unterfränkischen Landkreis Kitzingen. Der Standort der Kirche ist heute als Bodendenkmal vermerkt. Um die Kirche herum entwickelte sich eine kleine Vorstadt, die als St.-Martinsvorstadt ebenfalls unter Denkmalschutz gestellt wurde.

## Geschichte
Erstmals urkundlich erwähnt wurde die Martinskirche in Iphofen im Jahr 1329, die ältere Literatur geht von einer wesentlich früheren Ersterwähnung im Jahr 1150. Die Kirche war dem Benediktinerinnenkloster Kitzingen zugeordnet, die Äbtissin hatte auch das Patronatsrecht inne. Eine zweite Nennung der Kirche datiert auf das Jahr 1337. Die Kirche wurde als zweite Pfarrkirche, neben St. Veit, von der Iphöfer Bevölkerung genutzt. Die Erhebung zur Pfarrei war bereits vor dem 14. Jahrhundert geschehen. So schenkte im Jahr 1336 der Inhaber eines Benefiziums an der Hl. Blutkapelle im Iphöfer Gräbenviertel vier Pfund seiner jährlichen Einkünfte an den Pfarrer von St. Martin. Am 12. Februar 1414 wurde der Kirche „St. Martini extra muros opidi Iphouen“ (lat. St. Martin vor den Mauern der Stadt Iphofen) durch den Würzburger Bischof Johann II. von Brunn eine Frühmesse bestätigt.
Die Auflösung der Pfarrei St. Martin erfolgte ebenfalls im Spätmittelalter. Eventuell wurden die Pfarrpfründe bereits im Jahr 1363 mit denen der Blutkirche vereinigt, eventuell geschah dies auch erst im Jahr 1414. Allerdings wird die Kirche auch in der Rechnung von 1524 als Pfarrkirche angesprochen. Mit der Gründung des Augustinerchorherrenstifts Birklingen verlor die Martinskirche im Jahr 1462 ihre einzige Filiale. 1471 trat das Kloster Kitzingen das Patronatsrecht von St. Martin ebenfalls an das Chorherrenstift ab. Fortan versah ein Augustinerchorherr aus Birklingen die Pfarrei. Der Kirche war im 16. Jahrhundert umfassender Weinbergsbesitz zugeordnet, die Weinvorräte wurden in einem Keller in der Nähe des Gotteshauses gelagert. 
Die Kirche wurde durch den Bauernkrieg in Mitleidenschaft gezogen. Die Aufständischen richteten in Iphofen ihren Unmut vor allem gegen Einrichtungen des Stifts Birklingen, sodass auch die Martinskirche hiervon betroffen war. Am 22. Mai 1525 wurde der Steinmetz Niklas Roßkopf damit beauftragt, die Martinskirche abzubrechen. Der Plan scheint nicht realisiert worden zu sein, obwohl man die Ziegel des Turms bereits abgenommen hatte. Noch 1542 wurde die Kirchturmmauer ausgebessert. Allerdings nutzte man die Kirche in den folgenden Jahrzehnten immer wieder als Steinbruch. Gleichzeitig wurden im ausgehenden 16. Jahrhundert Stimmen laut, die einen Wiederaufbau der ehemaligen Pfarrkirche forderten. Letztmals wurden solche Pläne im Jahr 1606 vorangetrieben. An der Stelle der ehemaligen Kirche befindet sich heute der Iphöfer Friedhof. Flurnamen (Sant Martin, Sant Merten) erinnern an die Kirche.

## Architektur
Die Kirche war, das errechnet sich aus Beschreibungen des Gotteshauses, etwa 17 Meter lang. Sie war mit einem Turm ausgestattet. Die Kirche wurde im Jahr 1517 gründlich renoviert. So erneuerte man den Chorraum und stattete ihn mit zwei neuen Chorgittern aus. Das Langhaus wurde im Zuge der Renovierung neu gedeckt, ebenso der Glockenturm. Außerdem versah man die Kirchturmspitze mit einem neuen Kreuz. Die Kirche besaß mehrere Portale, weil man 1523 die Schlösser der Anlage erneuerte. Die Kirche war mit einer Kirchhofmauer versehen, der Bereich wurde früh als Bestattungsort genutzt. Während einer Grabungskampagne in den 1970er und 1980er Jahren grub man mehrere Grundmauern auf dem Gebiet der ehemaligen Vorstadt aus, stieß aber nicht auf die Überreste der Kirche. 

## Ausstattung
Die Ausstattung des 16. Jahrhunderts ist in den Rechnungen überliefert: In St. Martin befand sich ein Sakramentshäuschen, ein Predigtstuhl, ein Marienaltar mit einer Darstellung des heiligen Grabes, ein Magdalenenaltar, ein Zwölfbotenstuhl, zwei Kreuze aus Bamberg, ein fahrbarer Palmesel und eine Kanzel. Die Kirche war mit mehreren Glocken ausgestattet. So beschloss der Rat der Stadt Iphofen am 13. Mai 1525 „die glocken zu Sant Merten ufs furderlichst herab zu thun, damit frembde die nit nehmen möchten“. Mindestens eine der Glocken befand sich allerdings noch 1531 in der Kirche, sie erhielt einen neuen Riemen. Die Ausstattung der Kirche wurde im 16. Jahrhundert Stück für Stück in die Blutkirche transferiert.